# جنيفر سكوت
جنيفر سكوت هي عازفة بيانو كندية، ولدت في 1964 في فانكوفر في كندا.

## وصلات خارجية
- جنيفر سكوت على موقع ميوزك برينز (الإنجليزية)
- جنيفر سكوت على موقع ديسكوغز (الإنجليزية)